# Elaphoglossum meridense
Elaphoglossum meridense là một loài dương xỉ trong họ Dryopteridaceae. Loài này được Klotzsch T. Moore mô tả khoa học đầu tiên năm 1857.